# Liste der Biografien/Erh
Liste der Biografien |
Portal Biografien |
Personensuche
# |
A |
B |
C |
D |
E |
F |
G |
H |
I |
J |
K |
L |
M |
N |
O |
P |
Q |
R |
S |
T |
U |
V |
W |
X |
Y |
Z |
?
 
Ea |
Eb |
Ec |
Ed |
Ee |
Ef |
Eg |
Eh |
Ei |
Ej |
Ek |
El |
Em |
En |
Eo |
Ep |
Eq |
Er |
Es |
Et |
Eu |
Ev |
Ew |
Ex |
Ey |
Ez
 
Era |
Erb |
Erc |
Erd |
Ere |
Erf |
Erg |
Erh |
Eri |
Erj |
Erk |
Erl |
Erm |
Ern |
Ero |
Erp |
Err |
Ers |
Ert |
Eru |
Erv |
Erw |
Erx |
Ery |
Erz
Die Liste der Biografien führt alle Personen auf, die in der deutschsprachigen Wikipedia einen Artikel haben. Dieses ist eine Teilliste mit 90 Einträgen von Personen, deren Namen mit den Buchstaben „Erh“ beginnt.

## Erh

### Erha
- Erhahon, Ethan (* 2001), schottischer Fußballspieler
- Erhan-Neubauer, Emire (* 1945), deutsch-türkische Schauspielerin
- Erhard I. Jakobi, Abt des Klosters Waldsassen
- Erhard I. von Chacenay († 1191), Burgherr von Chacenay (Haus Chacenay) in der Champagne
- Erhard II. Spede, Abt des Klosters Waldsassen
- Erhard II. von Chacenay († 1236), Herr von Chacenay
- Erhard III. von Le Puiset († 1099), Herr von Le Puiset
- Erhard von Appenweiler, Kleriker, Notar und Chronist
- Erhard von Regensburg, WanderbischofErhard von Regensburg

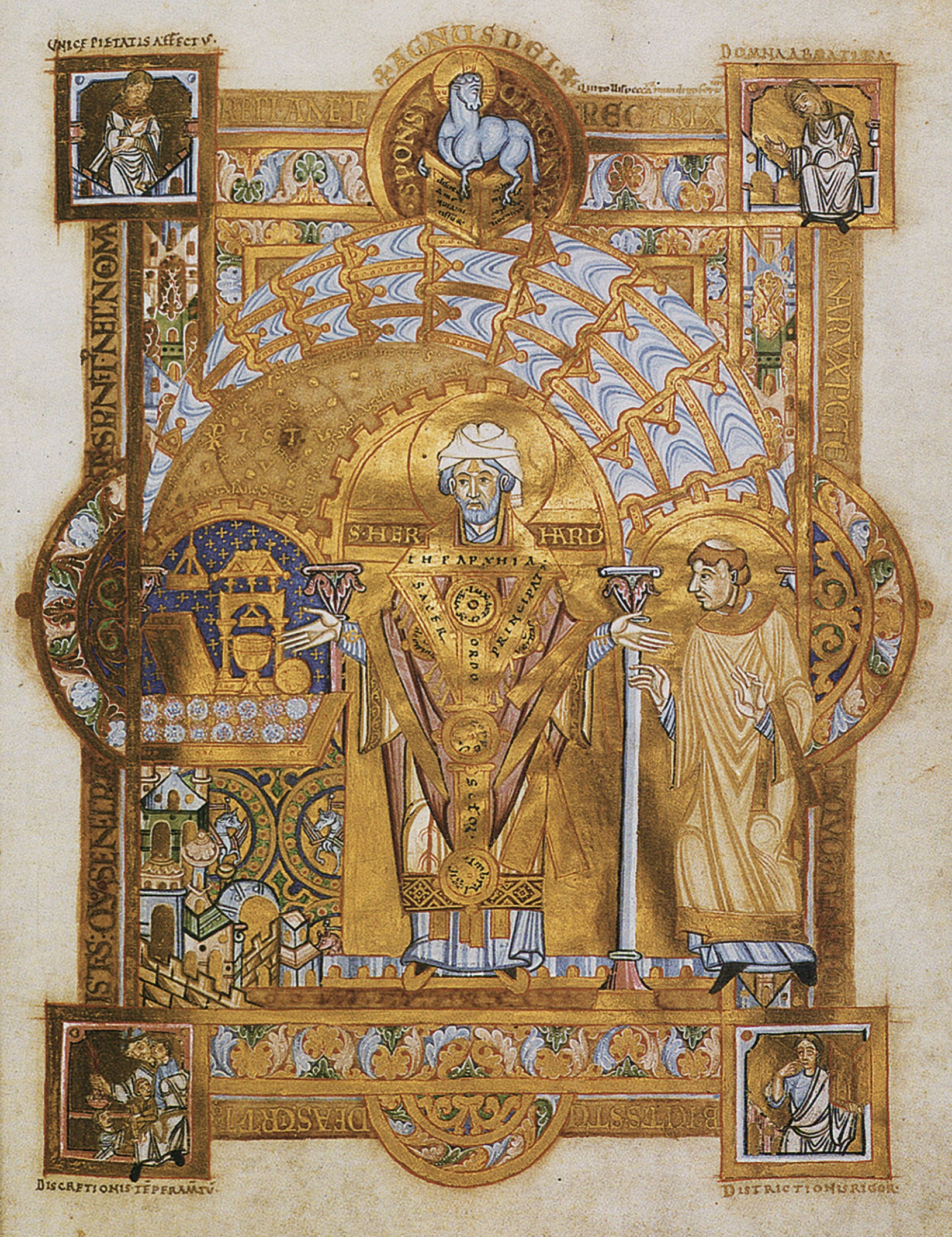
Erhard von Regensburg

- Erhard von Zwiefalten (1420–1480), deutscher Mediziner
- Erhard, Alfred (1899–1945), deutscher Offizier, Generalmajor der Luftwaffe
- Erhard, Andreas (1791–1846), deutscher Richter und Philosoph
- Erhard, Benno (1923–2011), deutscher Politiker (CDU), MdL, MdB
- Erhard, Bodo-Maria (1924–2020), deutscher römisch-katholischer Geistlicher, Schönstattpater und Generaloberer
- Erhard, Christian Daniel (1759–1813), deutscher Rechtswissenschaftler und Dichter
- Erhard, Dieter (* 1961), deutscher KünstlerDieter Erhard (* 1961)

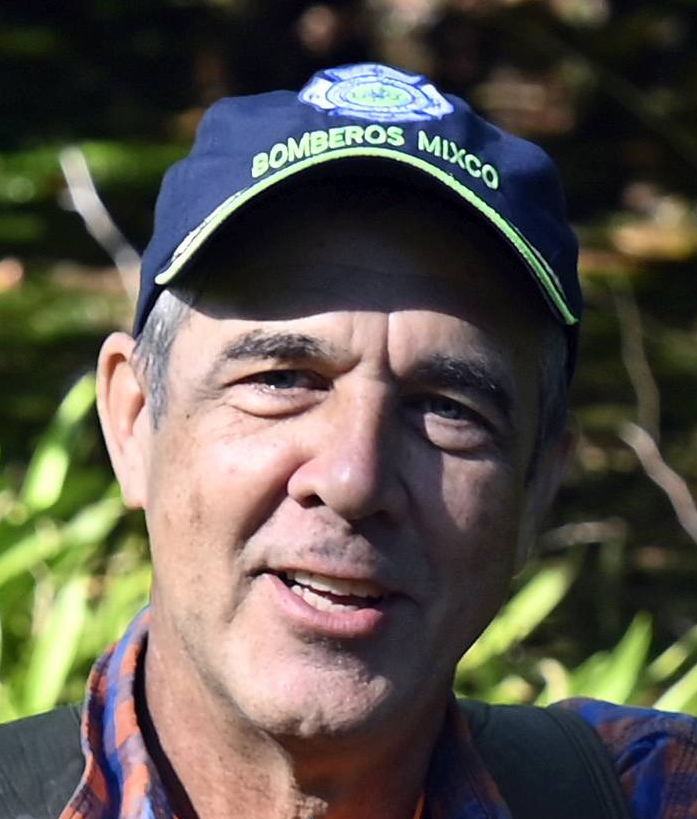
Dieter Erhard (* 1961)

- Erhard, Friedrich Daniel (1800–1879), deutscher Gerichtsmediziner und Badearzt
- Erhard, Guido (1969–2002), deutscher Fußballspieler
- Erhard, Heinrich (1796–1873), deutscher Verleger
- Erhard, Heinrich August (1793–1851), deutscher Archivar, Mediziner und Historiker
- Erhard, Herbert (1930–2010), deutscher Fußballspieler
- Erhard, Hermann (1883–1968), deutscher Unternehmer und Lokalpolitiker
- Erhard, Hubert (1883–1959), deutscher Zoologe und Wissenschaftshistoriker
- Erhard, Johann Benjamin (1766–1827), deutscher Philosoph im Zeitalter der Französischen Revolution
- Erhard, Johann Christoph (1795–1822), deutscher Landschaftsmaler und Radierer
- Erhard, Johann Ulrich († 1718), deutscher evangelischer Theologe, Hochschullehrer und Abt
- Erhard, Josef (1847–1907), bayerischer Gast- und Landwirt und Abgeordneter
- Erhard, Josef (* 1946), deutscher Beamter und Träger des Bayerischen Verdienstordens
- Erhard, Julius (1820–1898), deutscher Unternehmer, Kommerzienrat und Sammler
- Erhard, Ludwig (1863–1940), deutsch-österreichischer Ingenieur und Museumsfachmann
- Erhard, Ludwig (1897–1977), deutscher Politiker (CDU), Bundeskanzler der Bundesrepublik Deutschland (1963–1966)Ludwig Erhard (1897–1977)

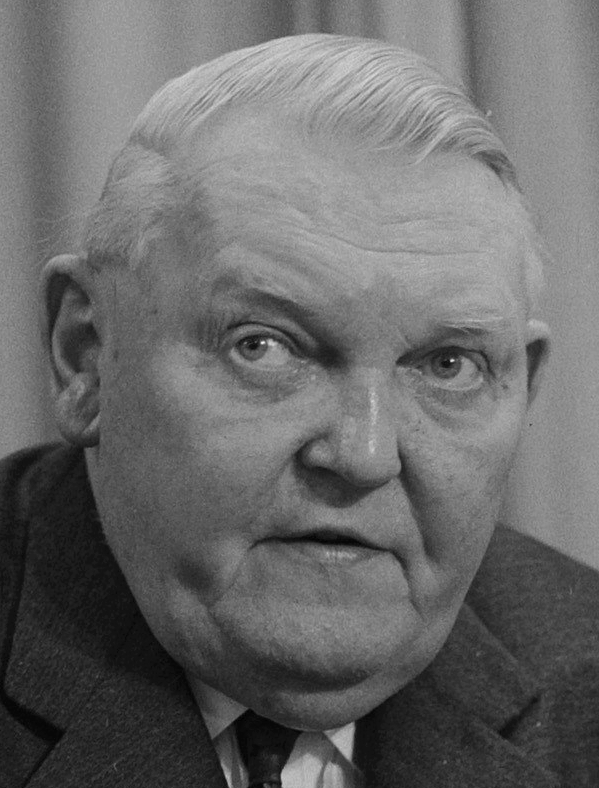
Ludwig Erhard (1897–1977)

- Erhard, Luise (1893–1975), deutsche Volkswirtin und Kanzlergattin
- Erhard, Marie (1846–1906), österreichische Opernsängerin (Sopran) und sächsische Kammersängerin
- Erhard, Martin (1918–2017), deutscher Gewerkschafter und Politiker (SPD), MdL Bayern
- Erhard, Martin (1938–2013), deutscher Eishockeyschiedsrichter
- Erhard, Martin (* 1976), deutscher Kirchenmusiker, Organist und Sänger
- Erhard, Otto (1829–1888), deutscher Politiker (DFP), MdR
- Erhard, Rudolf (* 1951), deutscher Journalist und Autor
- Erhard, Theodor (1839–1919), deutscher Elektrophysiker
- Erhard, Toni (* 2001), deutscher Motorradrennfahrer
- Erhardi, Johannes (1543–1627), deutscher evangelisch-lutherischer Pastor und Generalsuperintendent
- Erhardt, Albrecht (1819–1897), Eisenhütteningenieur und Oberbergrat
- Erhardt, Alois (1827–1902), deutscher Fotograf
- Erhardt, Alois von (1831–1888), deutscher Politiker und Bürgermeister
- Erhardt, Andreas (* 1951), Schweizer Ökologe
- Erhardt, Carl (1897–1988), britischer Eishockeyspieler, -trainer, -funktionär und -schiedsrichter
- Erhardt, Carl Heinrich Wilhelm (1787–1841), württembergischer Verwaltungsbeamter
- Erhardt, Franz Bruno (1864–1930), deutscher Philosoph
- Erhardt, Friedman Paul (1943–2007), deutsch-amerikanischer Fernsehkoch
- Erhardt, Georg (1944–2020), Schweizer Kunstmaler, Grafiker und Illustrator
- Erhardt, Georg (* 1950), deutscher Veterinärmediziner, Agrarwissenschaftler und Hochschullehrer
- Erhardt, Georg Friedrich (1825–1881), deutscher Porträt- und Genremaler
- Erhardt, Gero (1943–2021), deutscher Regisseur, Drehbuchautor, Kameramann und ProduzentGero Erhardt (1943–2021)

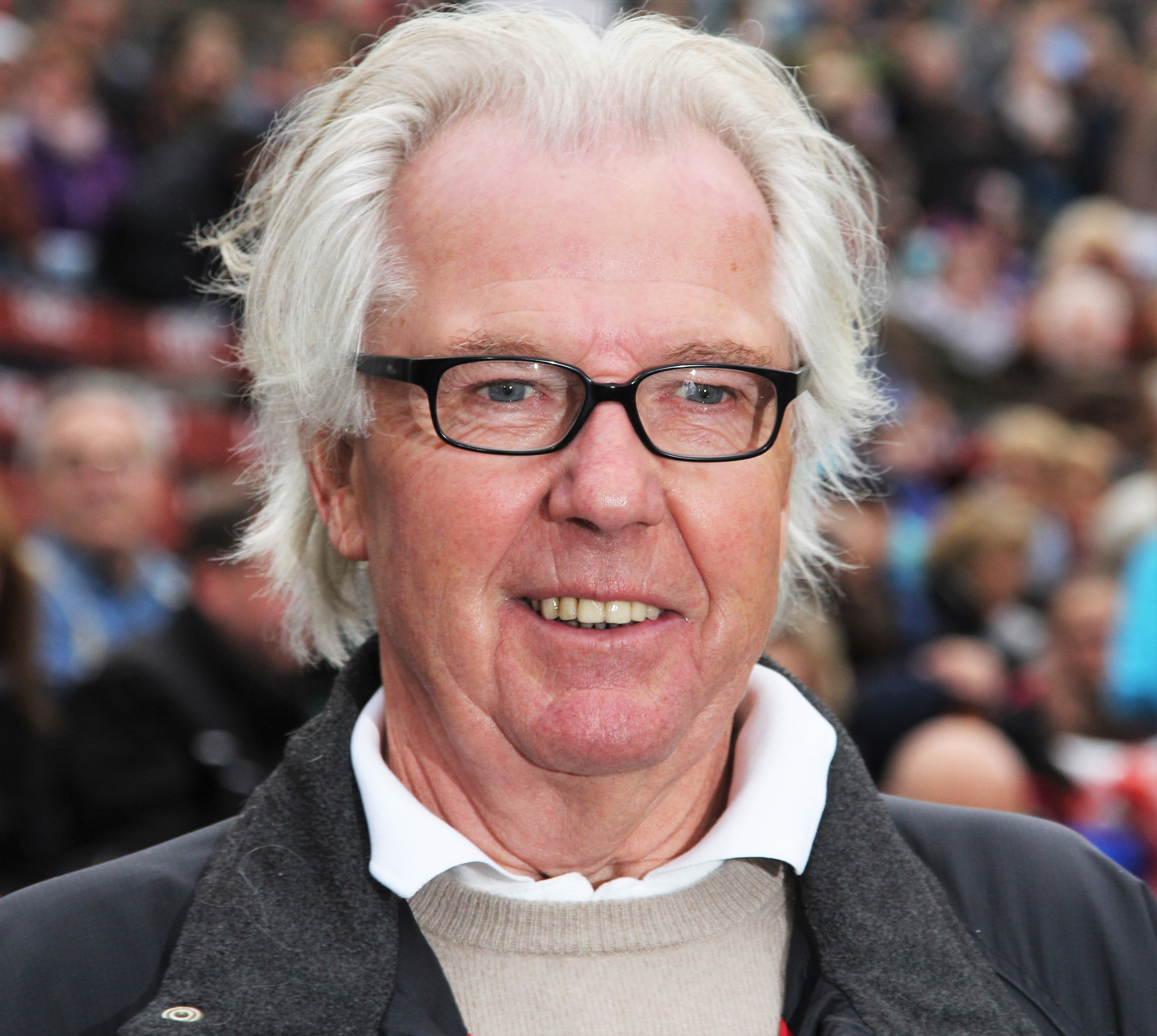
Gero Erhardt (1943–2021)

- Erhardt, Hans Martin (1935–2015), deutscher Maler und Grafiker
- Erhardt, Heinz (1909–1979), deutsch-baltischer Komiker, Musiker, Komponist, Unterhaltungskünstler, Kabarettist, Schauspieler und Dichter
- Erhardt, Hermann (1903–1958), deutscher Schauspieler
- Erhardt, Johann (1926–2019), österreichischer Politiker (ÖVP), Landtagsabgeordneter im Burgenland
- Erhardt, Johann Jakob (1823–1901), deutscher Missionar
- Erhardt, Johann Simon (1776–1829), deutscher Philosoph
- Erhardt, Karl (1908–1989), deutscher Geograph und Funktionär des Deutschen Alpenvereins (DAV)
- Erhardt, Leon von (1847–1933), preußischer Rittmeister, Autor des Spiritismus und Kunstmaler
- Erhardt, Ludwig von (1787–1872), preußischer Generalleutnant, Inspekteur der 3. Artillerie-Inspektion
- Erhardt, Manfred (* 1939), deutscher Wissenschaftler, Politiker (CDU)
- Erhardt, Marek (* 1969), deutscher Schauspieler und SynchronsprecherMarek Erhardt (* 1969)

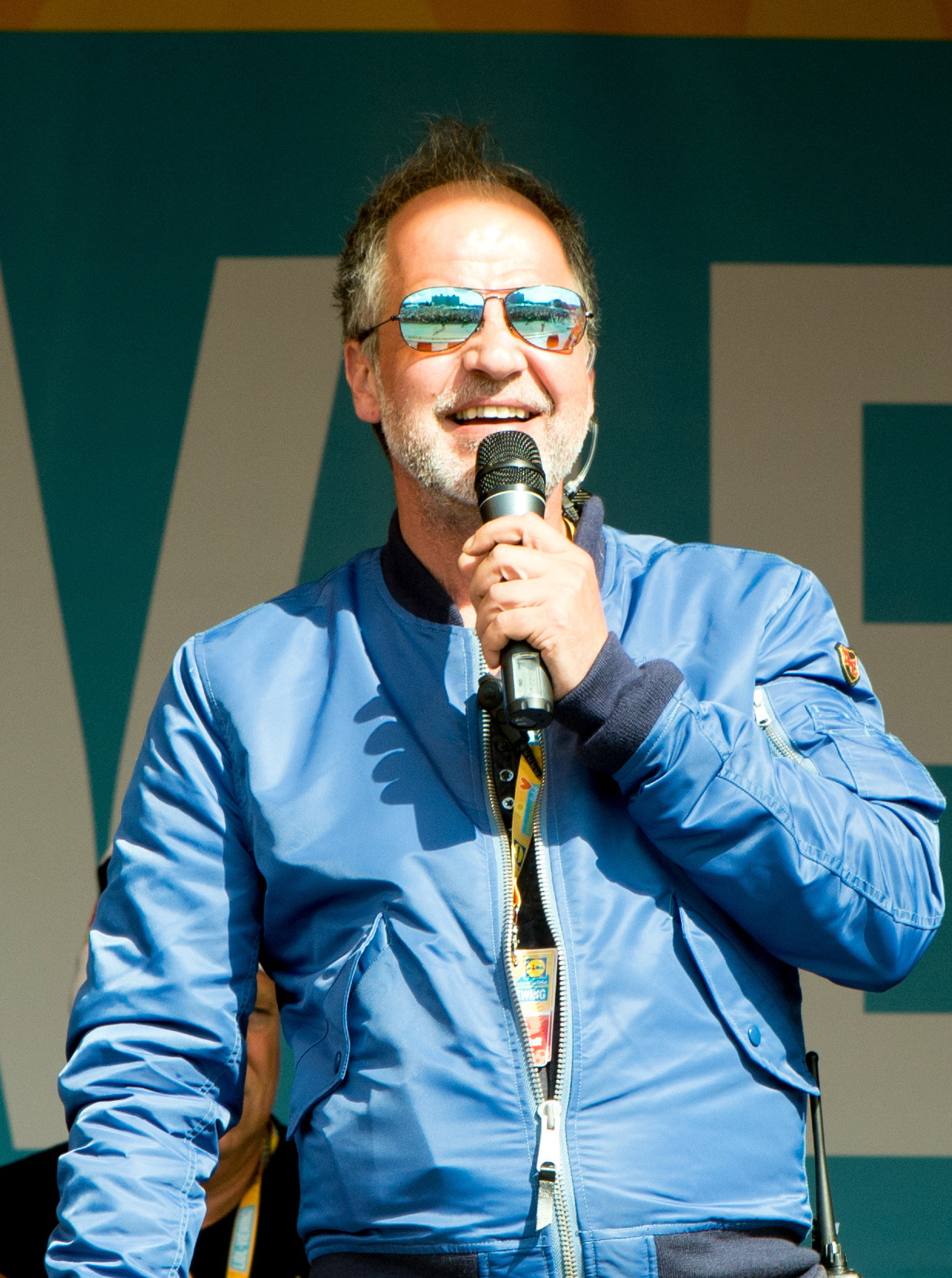
Marek Erhardt (* 1969)

- Erhardt, Nicole (* 1971), deutsche Fußballspielerin
- Erhardt, Otto (1888–1971), deutscher Regisseur
- Erhardt, Philipp (* 1993), österreichischer Fußballspieler
- Erhardt, Robert (1874–1941), deutsch-baltischer Unternehmer sowie Politiker
- Erhardt, Theo (* 1940), deutscher Fußballspieler
- Erhardt, Tobias (* 1966), deutscher Therapiewissenschaftler
- Erhardt, Trevor (* 1962), kanadischer Eishockeyspieler
- Erhardt, Walter (* 1952), deutscher Schriftsteller, Botaniker und Lehrer
- Erhardt, Wolfgang (1907–1984), deutscher Kapitän zur See der Bundesmarine
- Erhart, Alfred (1928–1984), deutscher Bildhauer
- Erhart, Charles F. (1821–1891), deutsch-US-amerikanischer Unternehmer
- Erhart, Gregor († 1540), deutscher Bildschnitzer
- Erhart, Hannelore (1927–2013), deutsche evangelische Theologin
- Erhart, Harry (* 1953), deutscher Fußballspieler
- Erhart, Julian (* 1992), österreichischer Fußballspieler
- Erhart, Kassian (1948–2018), österreichischer Bildhauer und Klangkünstler
- Erhart, Michel, Bildhauer und Bildschnitzer der SpätgotikMichel Erhart

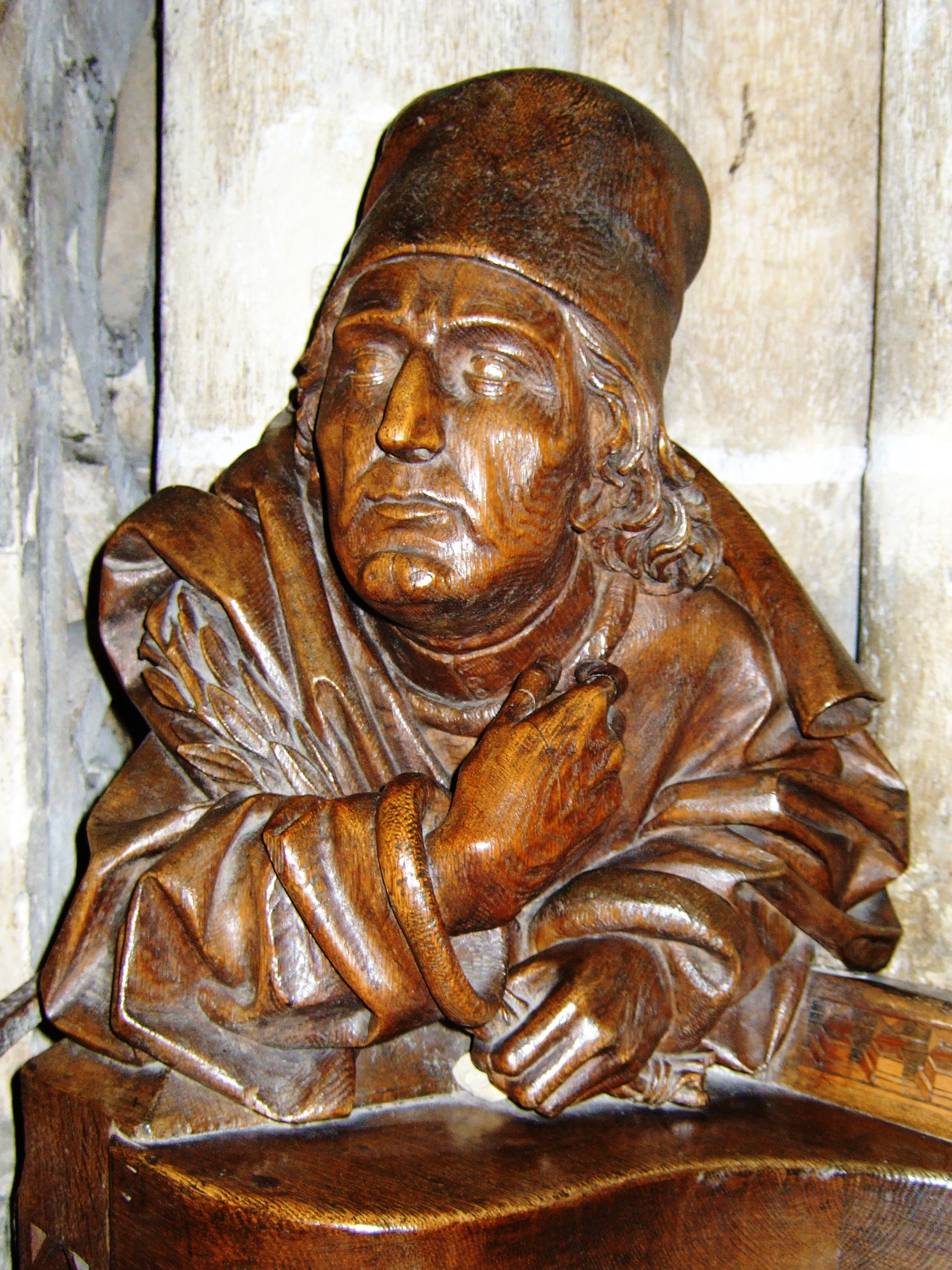
Michel Erhart

- Erhart, Peter (* 1973), österreichisch-schweizerischer Archivar, Historiker und Ausstellungskurator
- Erhart, Tomas (* 1964), deutscher Kameramann
- Erhartt, Antonie (1826–1853), österreichische Theaterschauspielerin und Opernsängerin (Sopran)
- Erhartt, Louise (1844–1916), österreichisch-deutsche Schauspielerin

### Erhe
- Erhel, Corinne (1967–2017), französische Politikerin, Mitglied der Nationalversammlung

### Erhi
- Erhire, Omamuyovwi (* 2002), nigerianischer Hochspringer

### Erho
- Erhorn, Claus (* 1959), deutscher Vielseitigkeitsreiter
- Erhorn, Justus Josef (1935–2006), deutscher Gastwirt und Dachauer Original

### Erhu
- Erhürman, Tufan (* 1970), türkisch-zyprischer Akademiker, Rechtsanwalt, Diplomat und Premierminister Nordzyperns